# Salix yumenensis
Salix yumenensis är en videväxtart som beskrevs av Hsi Lin g Yang. Salix yumenensis ingår i släktet viden, och familjen videväxter. Inga underarter finns listade i Catalogue of Life.